# Олимпийский комитет Дании
 Национальный олимпийский комитет и спортивная конфедерация Дании  (дат. Danmarks Idræts-Forbund, DIF) — национальный олимпийский комитет, представляющий Данию и её спортсменов на Олимпийских играх. Основан в 1905 году.
Президент с 2021 года — бывший яхтсмен Ханс Наторп, выступавший на Олимпийских играх 1988 года.